# Col·legi Oficial de Titulats Mercantils i Empresarials de Barcelona
El Col·legi Oficial de Titulats Mercantils i Empresarials de Barcelona és una corporació fundada el 1871 amb el nom d'Acadèmia Científico-Mercantil de Barcelona, la primera en l'àmbit econòmic i empresarial que es va crear a Catalunya. Ofereix suport a les empreses en camps com la fiscalitat, la comptabilitat, l'auditoria o l'assessorament, des dels quals ha contribuït a la formació d'alts càrrecs en els sectors públic i privat. El Govern de Catalunya li concedí la Creu de Sant Jordi el 2013.
Des d'octubre de 2014, el Col·legi Oficial de Titulats Mercantils i Empresarials de Barcelona i els de les demarcacions de Girona, Lleida i Tarragona estan unificats amb el Col·legi d'Economistes de Catalunya.